# Philoponella
Philoponella este un gen de păianjeni neveninoși din familia Uloboridae. 

## Descriere
Lungimea medie a corpului este de aproximativ 6 mm pentru femele și de 3 mm pentru masculi. Femelele adulte sunt de culoare portocalie, pentru cel puțin o săptămână după năpârlirea finală, apoi devin negre.

## Modul de viață
Unele specii (Philoponella congregabilis și Philoponella oweni) construiesc pânze comune, însă, cu toate acestea, nu-și captură prada prin cooperarea reciprocă. Altele specii, de exemplu Philoponella raffrayi, din contra vânează prada prin cooperare. O colonie de Philoponella raffrayi este compusă din pânze individuale conectat prin fire de mătase nelipicioasă. În aceste colonii, specii de păianjeni din alte genuri Argyrodes și Portia (păianjen)Portia sunt în calitate de paraziți, hrănindu-se cu alimente furate de la aceștia, și prădători. Dacă prada prinsă în pânză este relativ mare, atunci două femele cooperează, în aproximativ 10% din cazuri, pentru a acoperi victima cu mătase. În așa fel, succesul lor crește de patru ori. Cooperativitate în vânat este similară cu cea a Philoponella republicana, în acest cazul mai multi indivizi pot lucra împreună. 

## Răspândire
Speciie din genul Philoponella se întâlnesc în cele două Americi, Africa, Asia și Australia de Sud-Est.

## Specii

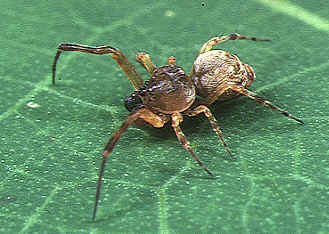
Philoponella prominens, mascul

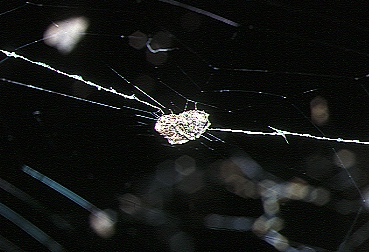
Philoponella prominens, pânză custabilimentum

- Philoponella angolensis (Lessert, 1933) — Coasta de Fildeș, Angola
- Philoponella arizonica (Gertsch, 1936) — SUA, Mexic
- Philoponella bella Opell, 1979 — Columbia
- Philoponella collina (Keyserling, 1883) — Peru
- Philoponella congregabilis (Rainbow, 1916) — Noul Wales de Sud
- Philoponella cymbiformis Xie et al., 1997 — China
- Philoponella divisa Opell, 1979 — Columbia
- Philoponella fasciata (Mello-Leitão, 1917) — Brazilia, Paraguay, Argentina
- Philoponella gibberosa (Kulczynski, 1908) — Java
- Philoponella herediae Opell, 1987 — Costa Rica
- Philoponella hilaris (Simon, 1906) — India
- Philoponella lingulata Dong, Zhu & Yoshida, 2005 — China
- Philoponella lunaris (C. L. Koch, 1839) — Brazilia
- Philoponella mollis (Thorell, 1895) — Myanmar
- Philoponella nasuta (Thorell, 1895) — China, Myanmar
- Philoponella nigromaculata Yoshida, 1992 — Taiwan
- Philoponella operosa (Simon, 1896) — Africa de Sud
- Philoponella oweni (Chamberlin, 1924) — SUA, Mexic
- Philoponella pantherina (Keyserling, 1890) — Noul Wales de Sud
- Philoponella para Opell, 1979 — Paraguay, Argentina
- Philoponella pisiformis Dong, Zhu & Yoshida, 2005 — China
- Philoponella pomelita Grismado, 2004 — Argentina
- Philoponella prominens (Bösenberg & Strand, 1906) — China, Coreea, Japonia
- Philoponella quadrituberculata (Thorell, 1892) — Java, Moluccas
- Philoponella raffrayi (Simon, 1891) — Java, Moluccas
- Philoponella ramirezi Grismado, 2004 — Brazilia
- Philoponella republicana (Simon, 1891) — din Panama până în Bolivia
- Philoponella sabah Yoshida, 1992 — Borneo
- Philoponella semiplumosa (Simon, 1893) — din SUA până în Venezuela
- Philoponella signatella (Roewer, 1951) — din Mexic până în Honduras
- Philoponella subvittata Opell, 1981 — Guyana
- Philoponella tingens (Chamberlin & Ivie, 1936) — din Costa Rica până în Columbia
- Philoponella truncata (Thorell, 1895) — Myanmar, Java
- Philoponella variabilis (Keyserling, 1887) — Queensland, Noul Wales de Sud
- Philoponella vicina (O. P.-Cambridge, 1899) — din Mexico până în Costa Rica
- Philoponella vittata (Keyserling, 1881) — din Panama până în  Paraguay
- Philoponella wuyiensis Xie et al., 1997 — China